# Departamento de Djiguenni
Djiguenni es un departamento de la región de Hodh el Charqui, en Mauritania. En marzo de 2013 presentaba una población censada de 59 614 habitantes. Está formado por las siguientes comunas, que se muestran asimismo con población de marzo de 2013:
- Aoueinat Ezbel 9,644
- Beneamane 4,861
- Djiguenni 13,960
- El Mabrouk 8,793
- Feirenni 9,399
- Ghlig Ehl Beye 5,920
- Ksar El Barka 7,037[1]